# Exposition philatélique Le Havre 1929
Le timbre 2 Francs Merson 257A, dit « Exposition philatélique Le Havre 1929 », est un timbre postal 2 francs type Merson émis à l'occasion de l'exposition philatélique du Havre en 1929 du 18 au 26 mai. Il porte le numéro 257A au catalogue Yvert et Tellier et est orné d'une surcharge bleu-noir. Le tirage est de 40 000 exemplaires en feuilles de 75 et le timbre n'était vendu que contre le ticket d'entrée à l'Exposition. Le catalogue Yvert et Tellier lui attribue une cote de 875 € oblitéré (par le cachet du salon) ou neuf avec charnière et 1 600 € en neuf sans charnière.

## Faux
De nombreux faux existent (truqués ou faux de toutes pièces) et sont plus ou moins bien faits, donc potentiellement dangereux pour les collectionneurs. Le trucage le plus fréquent est l'ajout d'une fausse surcharge sur un timbre Merson no 145. L'oblitération peut également être fausse.
Par ailleurs, les variétés "écusson brisé" et "sans teinte de fond" ne peuvent pas être retrouvées sur le timbre 257A.
Quelques caractéristiques de l'original :
- Surcharge bleu-noir avec reflets métalliques[6]. La couleur possède plusieurs nuances selon la lettre (plus foncées aux extrémités).
- Certaines lettres présentent un aspect "dédoublé" ou "3D" et possèdent des traits blancs.
- Les lettres sont alignées.
- Au verso doit être visible la trace du foulage (points de couleur)[7].
- Vérifier la dimension de la surcharge.
- Chaque surcharge est différente selon la position du timbre dans la feuille (différence bien visible au niveau de l'accent du "E" d'"Exposition").
- L'oblitération doit être au-dessus de la surcharge (difficile voire impossible à voir à l'œil nu).

### Galerie de faux

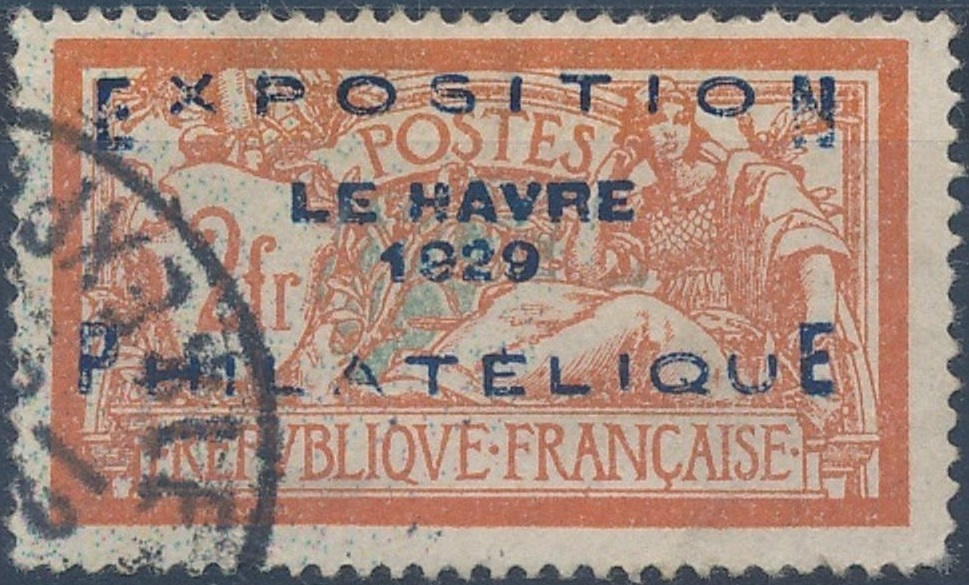
Timbre n°145 avec fausse surcharge (semble effacée, S de "Exposition" difforme
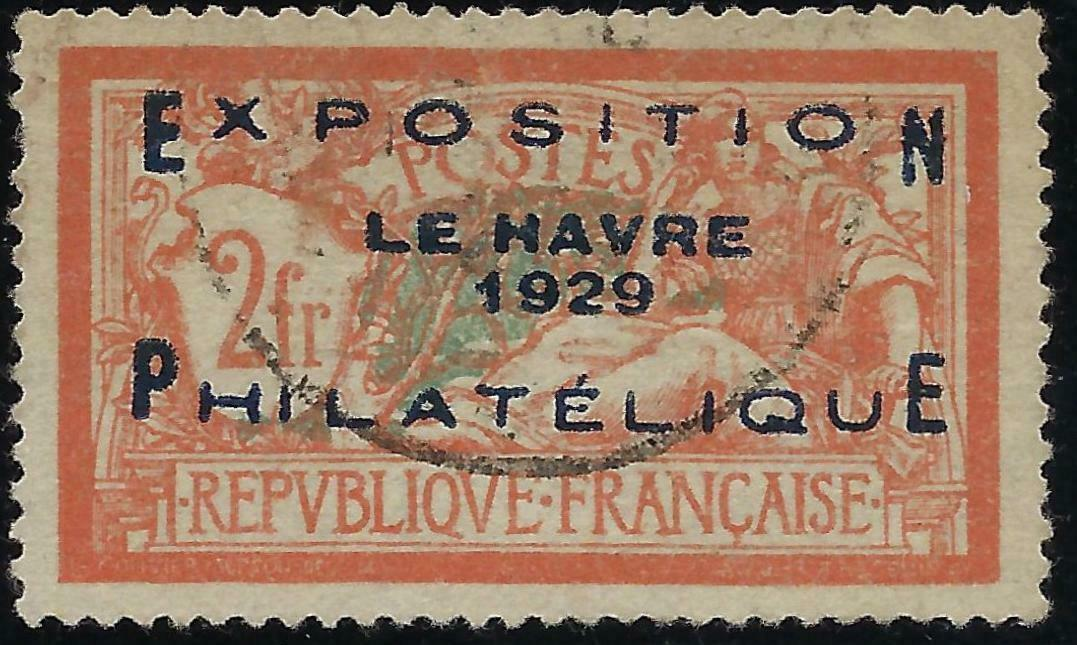
Fausse surcharge (bel aspect mais lettres non alignées)
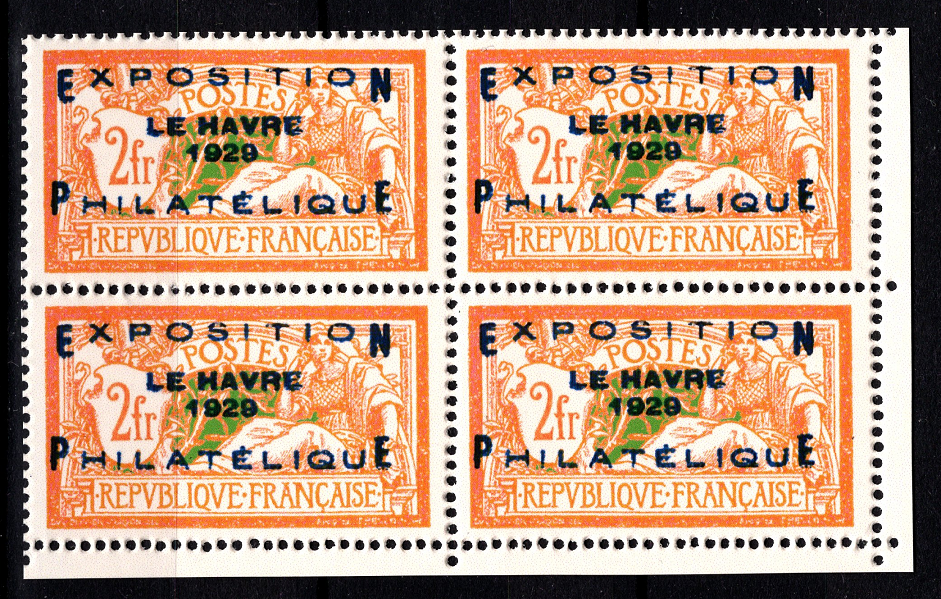
Faux timbres de toutes pièces reproduisant le timbre 257A. Il faut noter que les 4 "surcharges" sont absolument identiques.
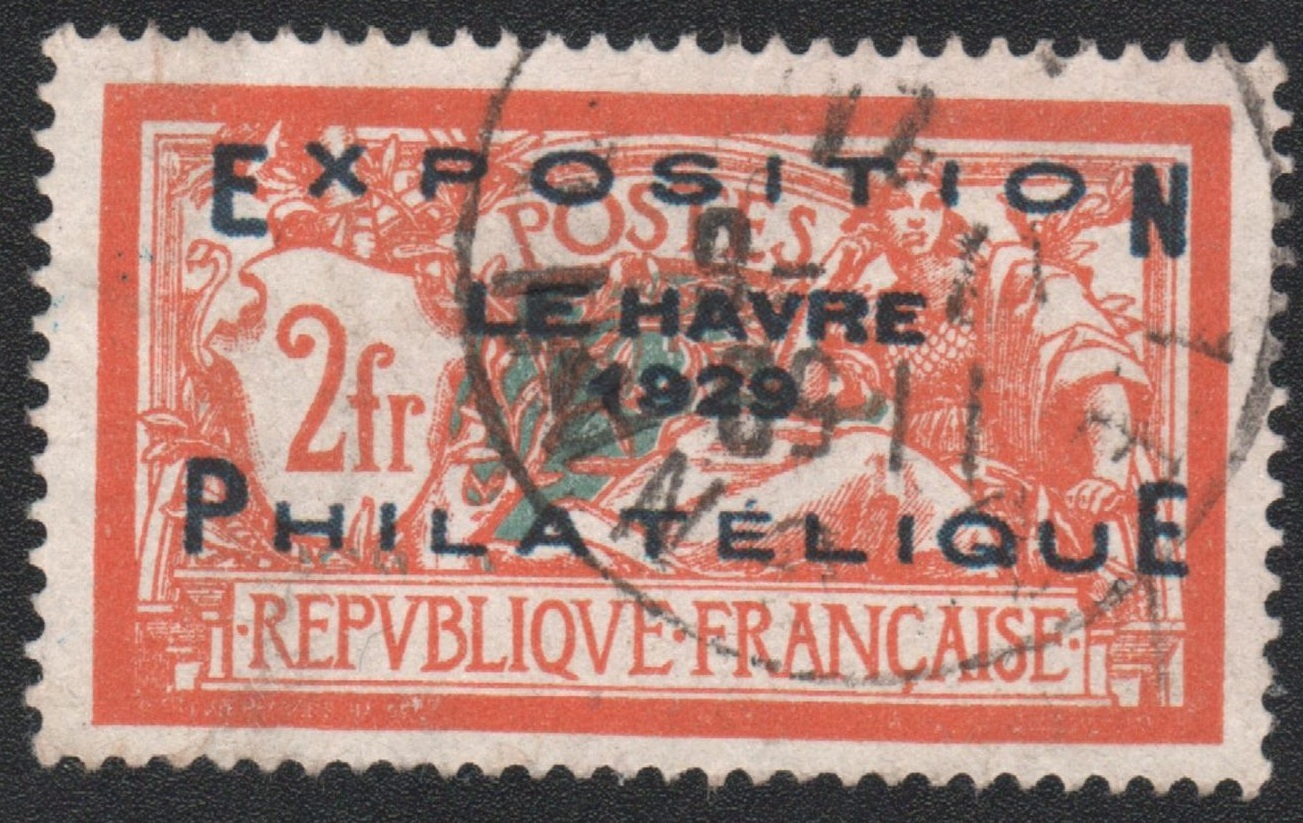
Fausse surcharge : Mauvaise typographie, couleur terne et unie, points dans les lettres (fait avec une imprimante)
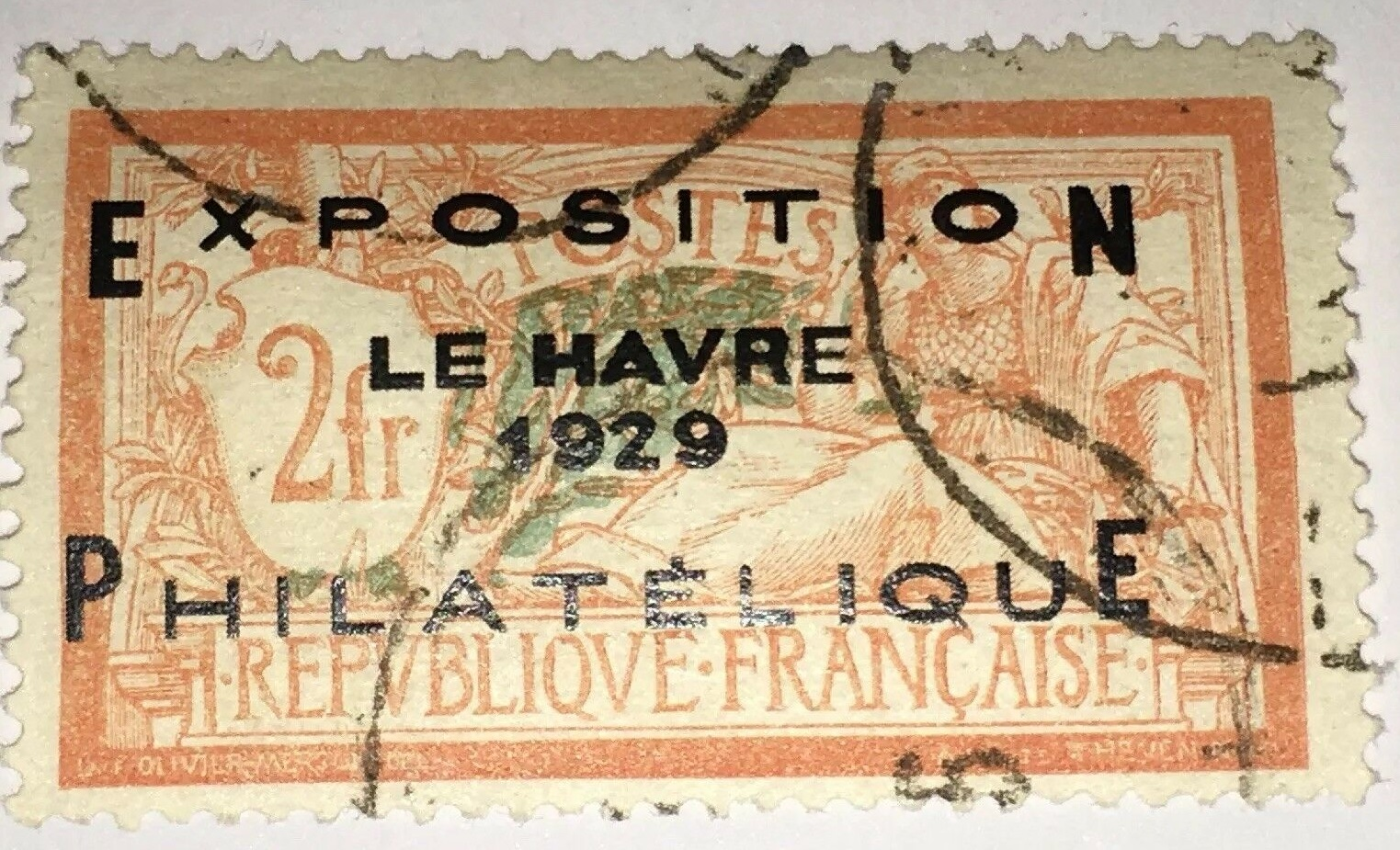
Fausse surcharge réalisée à l'encre noire, qui a un aspect épais et gras. Les lettres sont bordées par des points. 2 de "1929" difforme.